# 後払い決済
後払い決済（あとばらいけっさい）とは、品物を先に受け取り、あとで代金を支払うことであり、決済手段の一つである。
BNPL（英語: Buy Now Pay Later）・ポストペイ（英語: postpay）とも呼ばれる。
広義にはクレジットカードなどのような販売信用をも含むが、一般的には購入者が商品を購入する際に一旦決済事業者が販売者への支払いを代行（立替払い）し、後日購入者が決済事業者にその代金分を支払う方式を指す（購入者から決済事業者への支払い方法は、クレジット決済、コード決済、キャリア決済、コンビニ決済、口座振替、銀行振込などがある）。
さらに狭く、コンビニ払いのみを指すこともある。
立替型後払い決済サービスはクレジットカードより限度額が低いことが多いが、クレジットカードより手続きが簡便である。
クレジットカードを持てない人を中心に利用される。
若年層の利用率が高く、未成年も利用可能である。
2010年代に登場したPaidyやatoneなどの後払い決済では、与信枠の範囲内で複数のオンラインショップの購入代金をまとめて後払いできる、クレジットカードに近い商品性を持つ。

## 歴史
日本では2002年にネットプロテクションズが後払い決済サービスの運用を開始した。その後、電子商取引の普及により多くの決済事業者が参入した。
日本国外では、2010年代よりフィンテックを取り入れた後払い決済（BNPL）が急速に拡大しており、Affirm （米国）やafterpay（オーストラリア）やKlarna（2005年、スウェーデン）などの企業が先導した。
宅配業のヤマトホールディングス傘下のヤマトクレジットファイナンスやSGホールディングスの佐川フィナンシャルも2014年に後払い決済サービスを始めた。

## 規制
日本では、決済事業者が2か月以内に購入者への請求を行う場合、割賦販売法の規制の対象外である。
アメリカなどでは過剰債務に陥いる人が増える原因となっていることが指摘され、規制強化が図られている。
関西大学は2021年に、金融経験が未熟と考えられる10代の使用について調査した。

## 日本の後払い決済サービス
| サービス開始時期(新しい順) | サービス名                 | 運用会社                                 |
| -------------------------- | -------------------------- | ---------------------------------------- |
| 2023年4月                  | あと払い（Pay ID）         | BASE                                     |
| 2022年12月                 | あと払い by エポス         | エポスカード                             |
| 2021年11月                 | Smartpay                   | Smartpay                                 |
| 2021年9月                  | ファミペイ翌月払い         | ファミマデジタルワン                     |
| 2020年6月                  | ミライバライ               | AGミライバライ                           |
| 2019年4月                  | メルペイスマート払い       | メルペイ                                 |
| 2017年6月                  | atone                      | ネットプロテクションズ                   |
| 2014年10月                 | ペイディ                   | Paidy                                    |
| 2014年10月                 | クロネコ代金後払いサービス | ヤマトクレジットファイナンス             |
| 2014年9月                  | SAGAWA後払い               | 佐川フィナンシャル                       |
| 2014年4月                  | アトディーネ               | ジャックス・ペイメント・ソリューションズ |
| 2013年10月                 | GMO後払い                  | GMOペイメントサービス                    |
| 2012年8月                  | ニッセン＠払い             | ニッセン                                 |
| 2007年1月                  | 後払い.com                 | キャッチボール                           |
| 2002年3月                  | NP後払い                   | ネットプロテクションズ                   |